# Helena Dorothea von Schönberg

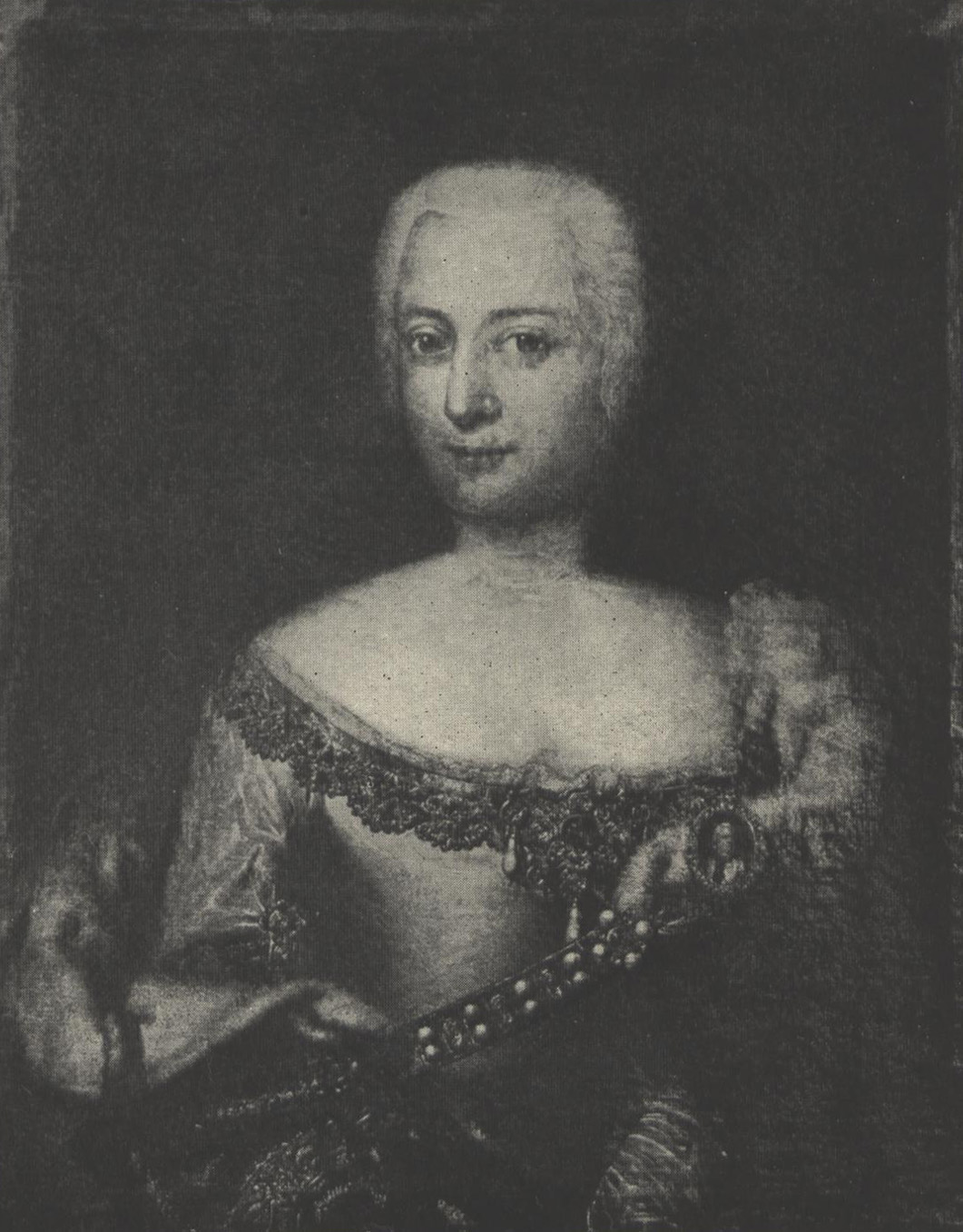
Helena Dorothea von Schönberg, historische Fotografie eines Gemäldes aus dem 18. Jahrhundert

Helena Dorothea von Schönberg, geb. von Wallwitz (* 22. November 1729 auf Rittergut Schweikershain; † 29. März 1799 in Limbach) war Herrin von Limbach, dem sie durch kluge Wirtschaftsförderung zur Blüte verhalf.

## Leben und Wirken

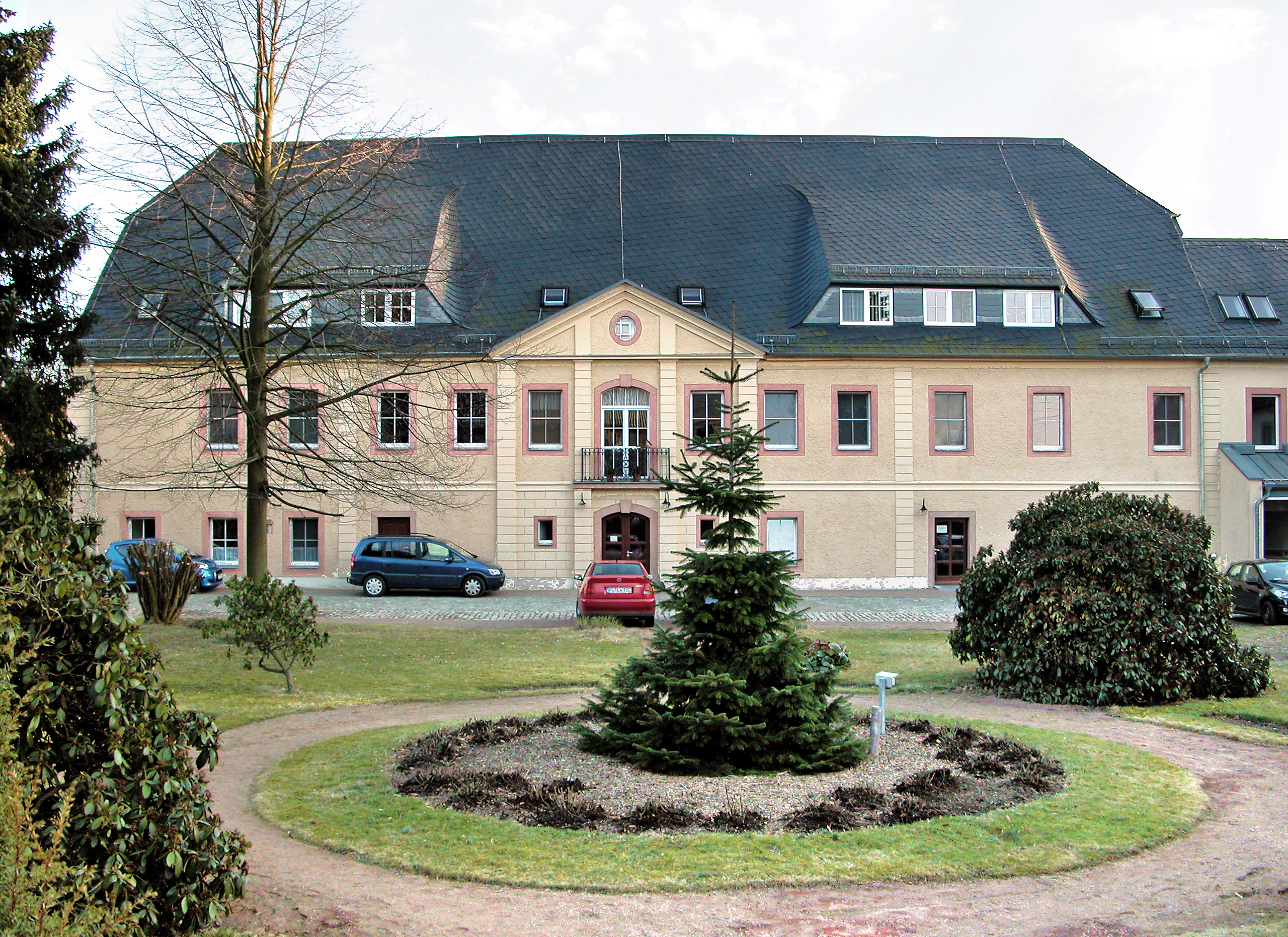
Rittergut Schweikershain, Geburtsort von Helena Dorothea von Schönberg

Helena Dorothea von Wallwitz war die jüngste Tochter des Obrist-Leutnants und Leipziger Kreiskommissars Hans Joachim von Wallwitz (1675–1751) und seiner Ehefrau Johanna Sophie, geb. von Bünau (1693–1768).
Am 24. September 1746 heiratete sie den Obrist-Leutnant Georg Anton von Schönberg (1703–1755), Herr des Rittergutes in Limbach und Köthensdorf. Helena Dorothea von Schönberg erkannte vorausschauend die wirtschaftlichen und sozialen Chancen des durch Johann Esche in Limbach eingeführten Wirkereigewerbes sowie der durch ihren Mann 1751 begründeten Serpentinsteinindustrie. Weil die 1735 gegründete Wirkerinnung vom sächsischen Kurfürstentum nicht anerkannt wurde, hatte bereits Anton III. von Schönberg, der Vater ihres Ehemannes, den Wirkermeistern erlaubt, auf dem Grund des Rittergutes ihr Handwerk unter herrschaftlichem Schutz zu betreiben – dadurch machte er die Limbacher unabhängig von der Einflussnahme durch Chemnitzer Wirker.

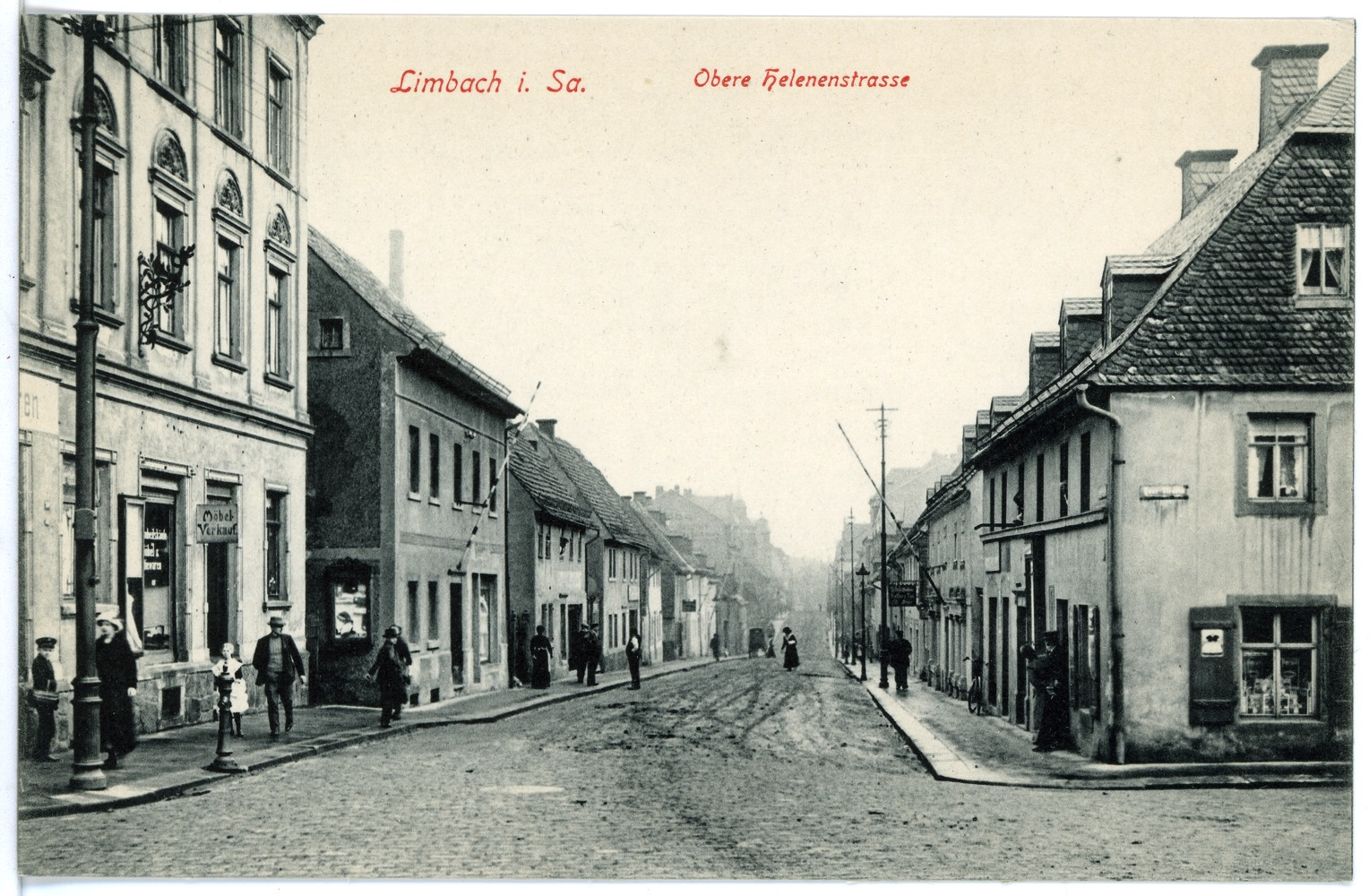
Obere Helenenstraße im Jahr 1914, benannt nach Helena Dorothea von Schönberg

1750 entstand unter Helena Dorotheas Regie und Förderung die erste planmäßig angelegte Strumpfwirkersiedlung Sachsens: das Ehepaar trat dazu 34 Parzellen aus dem Besitz des Rittergutes gegen einen geringen Zins und Dienstleistungen an zuziehende Wirker ab. Die Helenenberg genannte Siedlung ist heute noch als Helenenstraße im Stadtzentrum von Limbach-Oberfrohna erhalten. Im oberen Teil ist teilweise noch die ursprüngliche Bebauung zu erkennen. Weil die Limbacher Rittergutsbesitzer den Wirkern zudem die Gewerbeerlaubnis gegen einen geringen Schutzgeldbetrag von acht Groschen erteilten, wuchs die Zahl der Wirker in der zweiten Hälfte des 18. Jahrhunderts stark an. 1763 waren in Limbach insgesamt 88 Wirker tätig, davon 74 Meister. Ebenfalls 1750 richtete Helena Dorothea mit der Hilfe des Marienberger Bergmeisters Conrad Hertwig eine Klöppelschule mit angeschlossener Manufaktur im Rittergut ein, die sich an die Ehefrauen und Töchter der Stadt richtete.

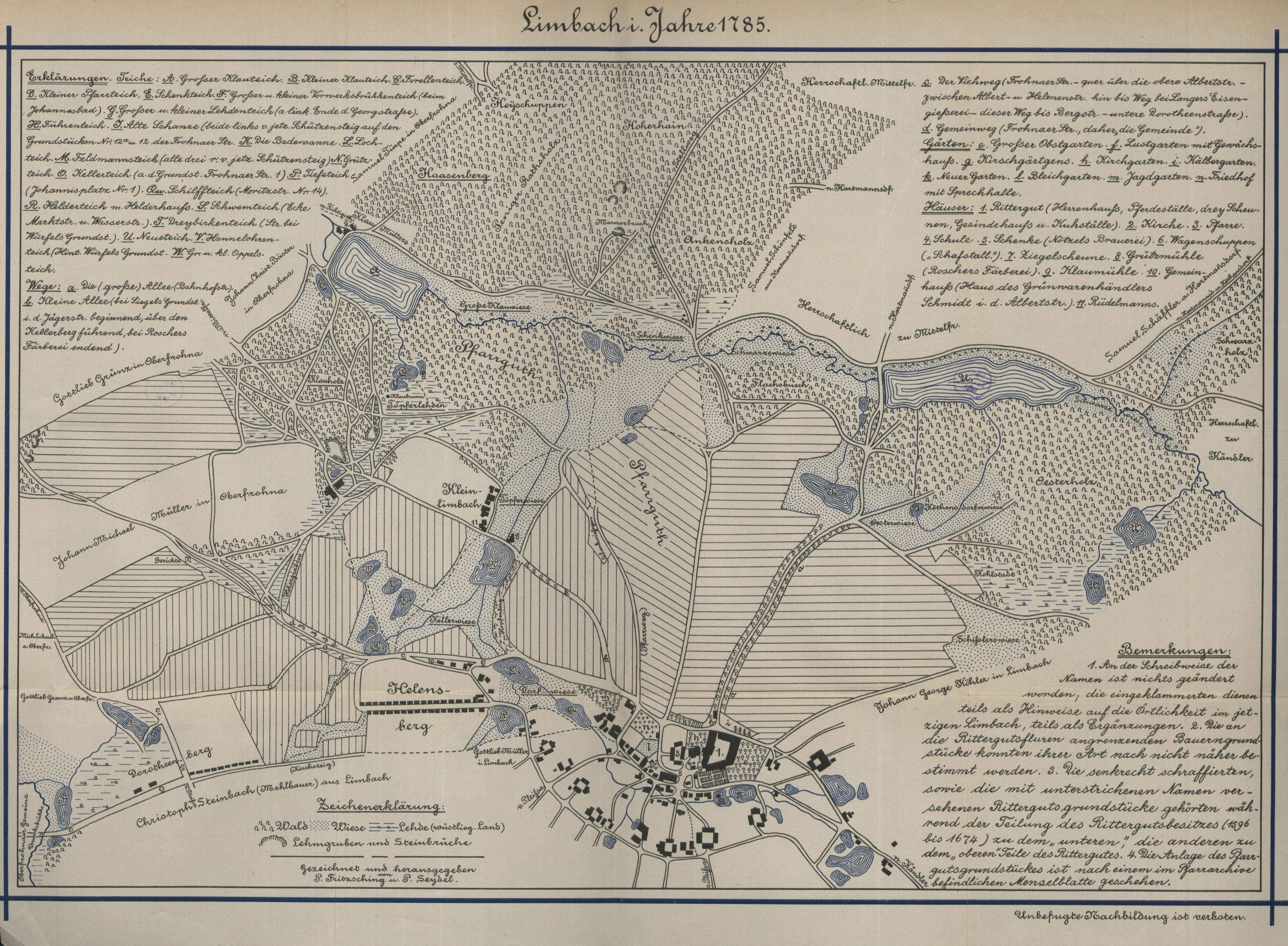
Limbach im Jah 1785. Darauf verzeichnet das Rittergut (1) sowie rechterhand die Strumpfwirkersiedlungen Helenen- und Dorotheenberg (Karte von Paul Seydel, 1909).

1755 starb Helena Dorotheas Ehemann – als 25-jährige, kinderlose Witwe war sie nun Herrin von Limbach. Unter dem Siebenjährigen Krieg litt Limbach wie das ganze Kurfürstentum Sachsen sehr, im Rittergut und im Dorf waren sächsische, österreichische und preußische Truppen einquartiert, die Bevölkerung wurde vom preußischen Militär zwangsrekrutiert. Helena Dorothea überlegte, das Rittergut zu verkaufen, entschied sich aber dagegen.

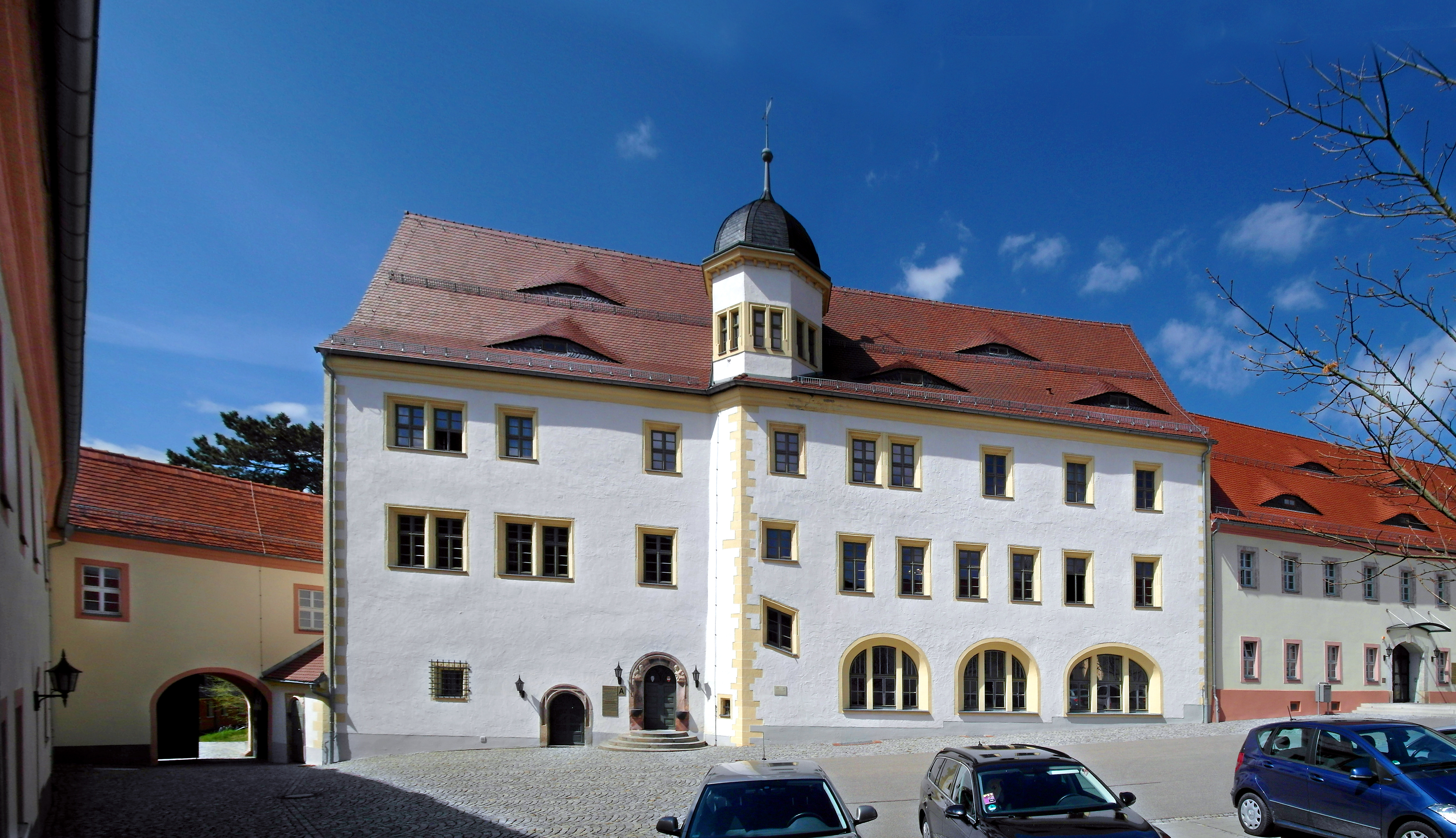
Herrenhaus des Rittergutes Limbach, heute Rathaus

In der zweiten Hälfte der 1760er Jahre kam es wiederholt zu Auseinandersetzungen mit Untertanen, die ihren Frondienst verweigerten, so auch 1769, als das durch einen Blitzschlag fast vollständig abgebrannte Rittergut wieder aufgebaut werden sollte. Trotz Missernten, Überschwemmungen, Hungersnöten und Epidemien blühte in den 1770er Jahren die Strumpfwirkerei in Limbach weiter auf. Unter Helena Dorothea entstanden in Limbach ein Schankhaus, ein Kantoratsgebäude, ein Schulhaus und ein Armenhaus. Am 31. Dezember 1779 stellte Helena Dorothea ein Gesuch an den sächsischen Kurfürsten Friedrich August III., den Limbacher Wirkern die Errichtung einer Strumpfwirkerinnung zu erlauben. Fünf Jahre später hatte sie Erfolg: 1785 erhielt Limbach gegen den Widerstand von Chemnitz das Innungsrecht – ein Privileg für das Dorf, das bislang nur Städten wie Chemnitz und Zwickau vorbehalten gewesen war. Im darauffolgenden Jahr entstanden unter Helena Dorotheas Leitung zwei weitere Wirkersiedlungen, eine auf dem Dorotheenberg und eine in Köthensdorf. 1788 und 1790 ließ Helena Dorothea die Siedlung am Helenenberg erneut erweitern. Das Wachstum von Limbach ermöglichte es Helena Dorothea, Limbach die Konzession zur Abhaltung von zwei Märkten jährlich zu verschaffen.
Helena Dorothea von Schönberg starb im März 1799. Sie wurde neben ihrem Ehemann in der Stadtkirche von Limbach beigesetzt. Als Erben setzte sie ihren Bruder Georg Reinhard von Wallwitz (1726–1807) ein.